# 6-os villamos (Szczecin)
A szczecini 6-os jelzésű villamos a Gocław – Bulwar Piastowski – Pomorzany útvonalon közlekedik. A 10,9 km hosszú vonalon 1905-ben indult meg a közlekedés. A vonalat a Tramwaje Szczecińskie közlekedteti a Zarząd Dróg i Transportu Miejskiego megrendelésére.

## Útvonala
| Gocław felé | Pomorzany felé |
| --- | --- |
| Pomorzany – Smolańska – Chmielewskiego - Kolumba – Nabrzeże Wieleckie – Jana z Kolna - Łady – Dubois – Antosiewicza – Nocznickiego – Stalmacha – Druckiego-Lubeckiego – Dębogórska – Wiszesława – Światowida – Lipowa – Gocław | Gocław - Lipowa – Światowida – Strzałowska – Wiszesława – Dębogórska – Ludowa – Druckiego-Lubeckiego – Stalmacha – Nocznickiego – Firlika – Łady – Jana Z Kolna – Nabrzeże Wieleckie – Kolumba – Chmielewskiego – Smolańska - Pomorzany |

## Megállóhelyek és átszállási lehetőségek
| 6 (Gocław – Pomorzany) |                           |                        |
| Megállóhely            | Település                 | Átszállási kapcsolatok |
| Gocław                 | Golęcino-Gocław           |                        |
| Lipowa                 | Golęcino-Gocław           |                        |
| Światowida             | Golęcino-Gocław           |                        |
| Strzałowska            | Golęcino-Gocław           |                        |
| Zajezdnia Golęcin      | Golęcino-Gocław           |                        |
| Robotnicza             | Żelechowa                 |                        |
| Ludowa                 | Drzetowo-Grabowo          | Villamos               |
| Dobromiry              | Drzetowo-Grabowo          | Villamos               |
| Lubeckiego             | Drzetowo-Grabowo          | Villamos               |
| Stocznia Szczecińska   | Drzetowo-Grabowo          | ,                      |
| Dubois                 | Drzetowo-Grabowo          | ,                      |
| Dworzec Morski         | Drzetowo-Grabowo          |                        |
| Wały Chrobrego         | Stare Miasto              |                        |
| Bulwar Piastowski nż.  | Stare Miasto              |                        |
| Wyszyńskiego           | Stare Miasto              | ,                      |
| Dworcowa               | Stare Miasto, Nowe Miasto |                        |
| Dworzec Główny         | Nowe Miasto               | Villamos               |
| Kolumba                | Nowe Miasto               | Villamos               |
| Nadoodrzańska          | Nowe Miasto               | Villamos               |
| Tama Pomorzańska       | Pomorzany                 | Villamos               |
| Św. Józefa             | Pomorzany                 | Villamos               |
| Smolańska              | Pomorzany                 | Villamos               |
| Pomorzany              | Pomorzany                 | ,                      |

## Járművek
A viszonylaton magas padlós Moderus Alfa, 105N2k/2000 és Tatra T6A2 villamosok közlekednek.
| Kép | Típus               | Gyártó                       | Gyártásban  |
| --- | ------------------- | ---------------------------- | ----------- |
|     | Tatra T6A2D         | ČKD                          | 1988 – 1999 |
|     | Konstal 105N2k/2000 | Konstal                      | 2000 – 2001 |
|     | Moderus Alfa HF10AC | Centralne Warsztaty Szczecin | 2011-ben    |